# Binio
Binio je bio dvostruki aureus. Binio, quaternio (četverostruki aureus) i octonio ubrajani su u ranijoj numizmatičkoj literaturi među medaljone, dakle svečane kovove. Oni su se često očuvali u tzv. pokusnim otiscima izrađenim u drugim kovinama (osobito u srebru). Nakon 307. n.e. reformirao je Konstantin I. Veliki zlatni novac i uveo novu zlatnu jedinicu.